# Gäbelbach (Aare)
Der Gäbelbach ist ein 12 km langer Bach im Schweizer Kanton Bern.  Er ist ein mittelsteiles, mittleres Fliessgewässer des kollinen, karbonatischen Mittellands und ein orographisch linker  und westsüdwestlicher Zufluss der Aare im Schweizer Mittelland. Er ist namensgebend für das Quartier Gäbelbach.

## Geographie

### Verlauf
Der Gäbelbach entspringt auf einer Höhe von etwa 640 m ü. M. im "Forst" auf dem Gebiet des Quartiers Oberbottigen-Riedbach.
Er durchfliesst die Gemeinden Mühleberg, Neuenegg, Frauenkappelen und Bern. Das Quartier Gäbelbach ist nach ihm benannt und der Bach bildet im Tal die nördliche Grenze. Im sogenannten Gäbelbachdelta bei der Eymatt mündet er schliesslich auf einer Höhe von 485 m ü. M. linksseitig in die Aare.
Der etwa 12 Kilometer lange Lauf des Gäbelbachs endet ungefähr 155 Höhenmeter unterhalb des Ursprungs seiner Quelle, er hat somit ein mittleres Sohlgefälle von etwa 13 ‰.

### Einzugsgebiet
Das 25,68 km² grosse Einzugsgebiet des Gäbelbachs liegt im Schweizer Mittelland und wird durch ihn über die Aare und den Rhein zur Nordsee entwässert.
Es grenzt
- im Südosten an das Einzugsgebiet des Stadtbachs, der in die Aare mündet;
- im Süden an das des Wileringbächli, das über die Sense in die Saane entwässert;
- im Südwesten an das des Talbach, der über die Saane in die Aare entwässert und
- im Westen an das der Saane direkt.

Das Einzugsgebiet besteht zu 48,4 % aus bestockter Fläche, zu 41,5 % aus Landwirtschaftsfläche, zu 9,9 % aus Siedlungsfläche und zu 0,2 % aus unproduktiven Flächen.
Die mittlere Höhe des Einzugsgebietes beträgt 589,7 m ü. M., die minimale Höhe liegt bei 471 m ü. M. und die maximale Höhe bei 702 m ü. M.
Die Flächenverteilung

### Zuflüsse
- Geissgrabe (rechts)
- Juchlishusbächli (links)
- (Bach aus dem) Chlyneforst (rechts)
- Wolfegrabe (links)
- Ruplisgrabe (links)
- Schallersbächli (rechts)
- Riedbach (rechts)
- Stürlere (links)
- Jordebach[6]  (rechts)

## Hydrologie
Bei der Mündung des Gäbelbachs in die Aare beträgt seine modellierte mittlere Abflussmenge (MQ) 470 l/s. Sein Abflussregimetyp ist pluvial inférieur und sein Abflussvariabilität beträgt 25.

## Nutzung der Wasserkraft
Im Eichholz zweigt ein Mühlgraben ab, der durch sein unterschiedliches Gefälle zum Antrieb von Mühlen genutzt wird. An der Mündung des Gäbelbachs in die Aare liegen Gebäude der Mühle Augsburger, die dort seit mehreren Jahrhunderten angesiedelt ist. Bis 1862 bestanden zwei Mühlen – eine Kundenmühle für die Bauern und eine Handelsmühle. 1862 baute die Familie Augsburger beide um, erstellte den Jordenweiher und erhielt so für zwei Turbinen einen höheren Wasserdruck. Die untere Mühle umfasste ursprünglich auch einen Bauernhof. Östlich davon entstand eine Wohnsiedlung, die das Erscheinungsbild wesentlich verändert hat.